# Pi de l'Àguila
|  | Aquest article tracta sobre la collada de l'Anoia. Si cerqueu l'estel, vegeu «Pi de l'Àguila (estel)». |

El Pi de l'Àguila és una collada de 791,5 metres d'altitud a cavall dels termes municipals de la Molsosa, a la comarca del Solsonès i Sant Pere Sallavinera, a l'Alta Segarra, administrativament de l'Anoia. És a la part central-meridional del terme, a l'extrem de ponent de la Serra de Montaner. És al sud-est de la Molsosa, al nord-est de Sant Pere de l'Arç i al nord-oest dels Seguers. És a ponent del Turó i del Castell de Boixadors.